# Étangs des Enfants Noyés
Pour les articles homonymes, voir Enfants Noyés.
Les étangs des Enfants Noyés (en néerlandais: Vijvers van de Verdronken Kinderen) sont situés au croisement de la drève du Comte et de la drève des Tumuli à Watermael-Boitsfort, en forêt de Soignes.

## Histoire

Les étangs furent la propriété de la famille van der Meulen dont voici le blason.

La réserve naturelle des enfants Noyés doit son nom à une méprise. Un moulin était autrefois installé en bordure de l’étang. Il appartenait à un certain Verdroncken (en français: Noyé). Ses enfants en héritèrent et prirent l’habitude de l’appeler Le Moulin des enfants Verdroncken, jusqu’au jour où une mauvaise traduction transforma Kinderen  Verdroncken en Verdronken Kinderen, c’est-à-dire Enfants Noyés.
Par héritages successifs, les étangs devinrent la propriété de la famille van der Meulen importante famille de marchands de poissons d'eau douce au Visscher Zenne, dont la plupart étaient doyens de la corporation des poissonniers d'eau douce. Ils possédaient un grand nombre de viviers et d'étangs, notamment dans la forêt de Soignes. Elisabeth Van der Meulen (1720-1769), épouse de Jean-Baptiste van Dievoet (1704-1776), fut la dernière propriétaire des étangs des Enfants noyés, c'est elle qui les vendit à l'État en 1744.

## Galerie
Le vallon des Enfants Noyés est constitué de trois étangs distincts. L'étang du Fer à Cheval, l'étang des Canards Sauvages et l'étang du Clos des Chênes.

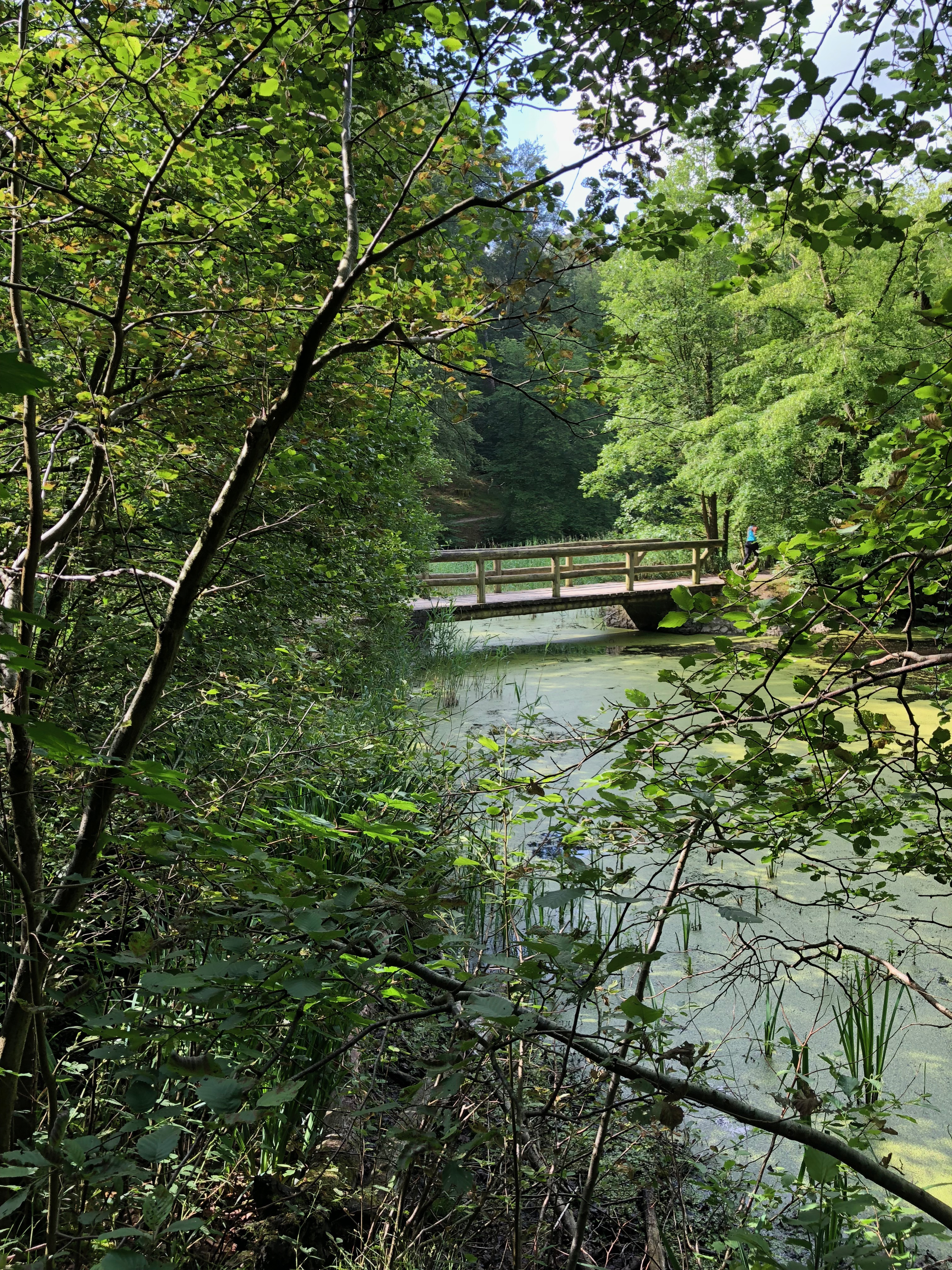
L'étang du Fer à Cheval
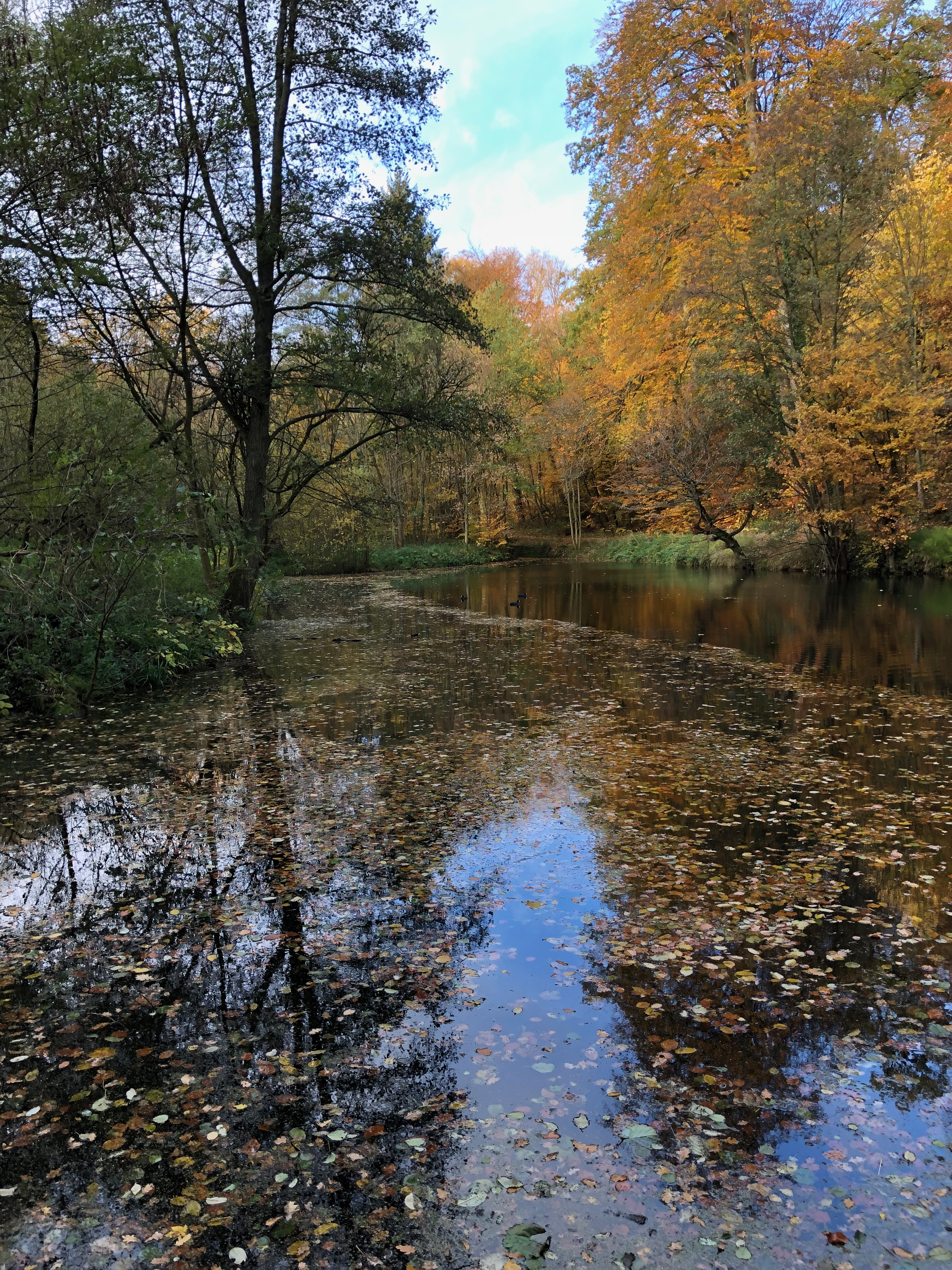
L’étang  du Clos des Chênes

## Archéologie
Des traces archéologiques d’établissements humains, haches de pierre, pointes de flèches, grattoirs, percuteurs, ainsi que des vases sphériques à col évasé (conservés aux Musées royaux d'art et d'histoire) datant de 3 000 à 2 200 ans av. J.-C. ont été découverts entre le vallon des Enfants Noyés et le vallon du Vuylbeek.
À cette époque, la forêt s’étendait sur la plus grande partie de l’Europe occidentale. Egalement non loin des étangs, des tumuli, sans doute construits durant le Ier millénaire avant Jésus-Christ, sont visibles.

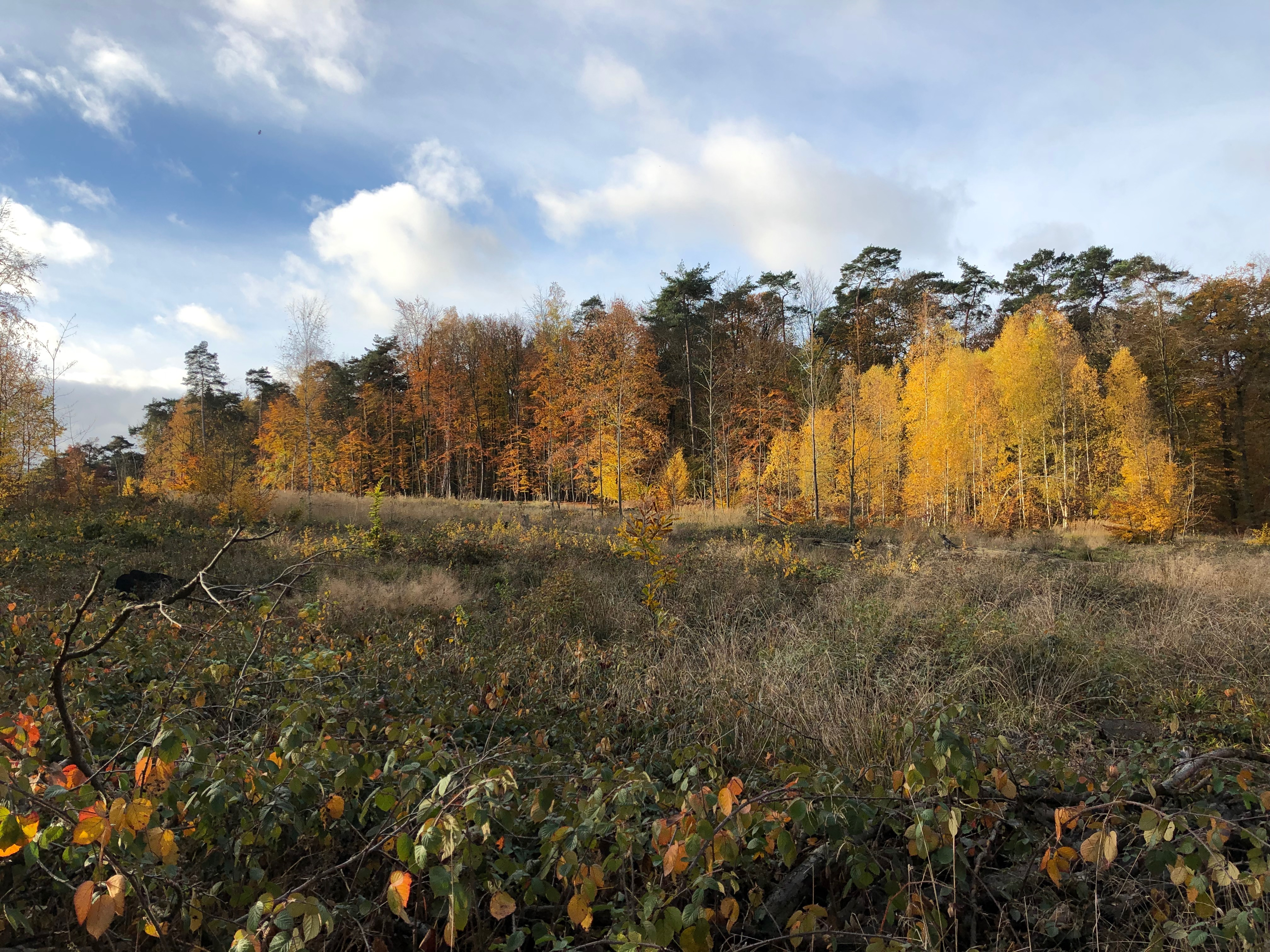
Zone archéologique entre le vallon des Enfants Noyés et le vallon du Vuylbeek
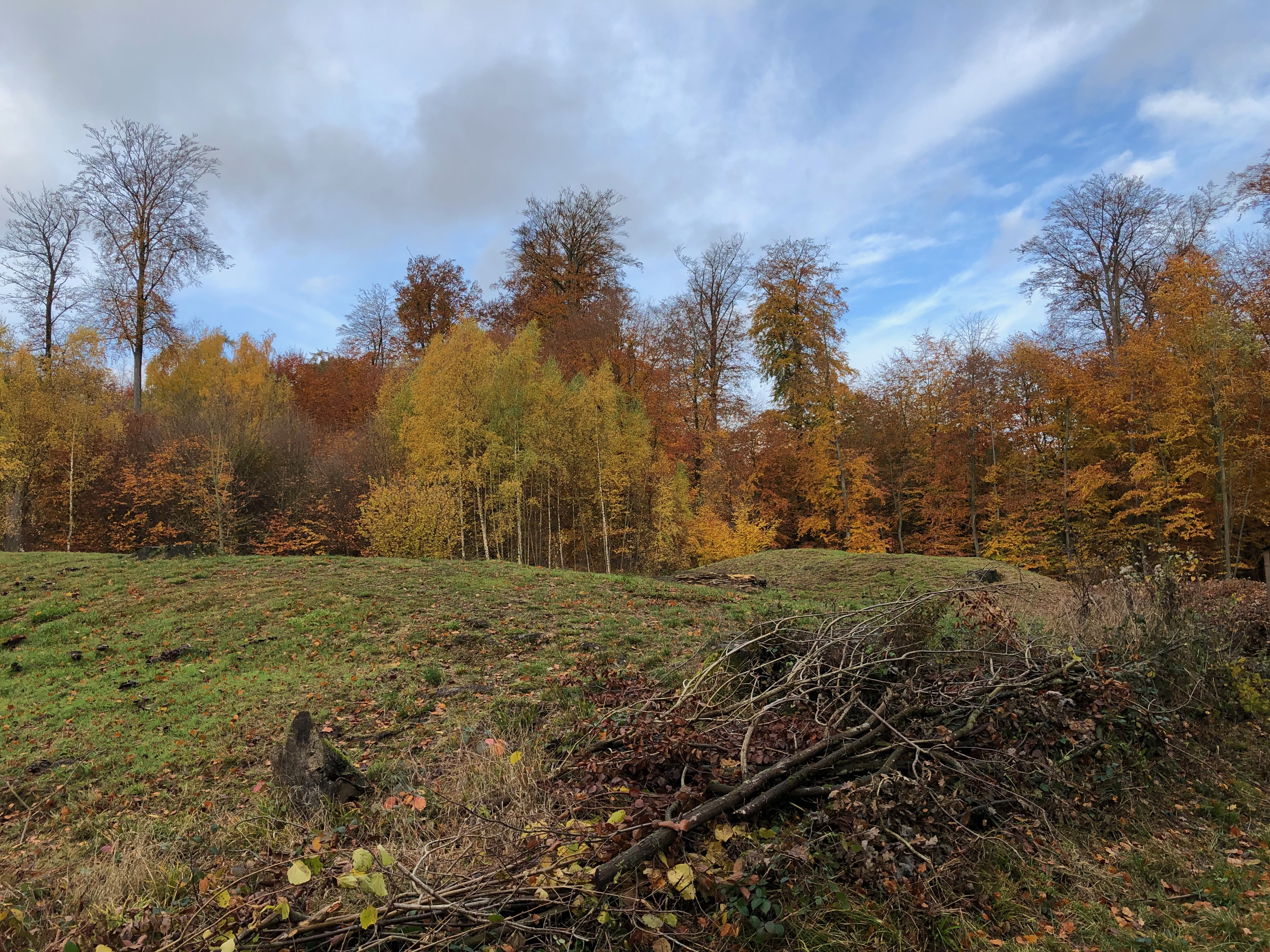
Tumuli[7] non loin des étangs